# Connor Clifton
Connor Clifton (Long Branch, Nueva Jersey, 28 de abril de 1995), apodado Cliffy o Cliffy Hockey, es un jugador profesional estadounidense de hockey sobre hielo que se desempeña en la posición de defensor derecho en Buffalo Sabres, equipo de la National Hockey League (NHL).

## Carrera
Fue seleccionado en la quinta ronda en la NHL Entry Draft de 2013. En 2018 hizo su debut profesional con el equipo Boston Bruins, en el cual jugó cinco temporadas (2018-2023), después pasó a Buffalo Sabres, donde lleva jugando una temporada.